# Carnevalsbilder
 Carnevalsbilder ist ein Walzer von Johann Strauss (Sohn) (op. 357). Das Werk wurde im Jahr 1873 komponiert und unter der Leitung des Komponisten am 9. Juli des gleichen Jahres in Wien uraufgeführt.